# جروو بالا
جروو بالا (بالفارسية: جرووِ بالا) هي قرية أفغانية في مقاطعة خواهان التابعة لولاية بدخشان الواقعة في شمال شرق أفغانستان.